# Municipio de Biala Slátina
El municipio de Biala Slátina (en búlgaro: Община Бяла Слатина) es un municipio búlgaro perteneciente a la provincia de Vratsa.
En 2011 tiene 24 606 habitantes, el 72,11% búlgaros y el 10,34% gitanos. La mitad de la población vive en la capital municipal Biala Slátina.
Se ubica en el este de la provincia y su término municipal limita con la provincia de Pleven. Por la capital municipal pasa la carretera 13 que une Montana con Pleven.

## Localidades
Junto a la capital municipal Biala Slátina hay 14 pueblos en el municipio:
- Altímir
- Búkovets
- Bardarski Guerán
- Barkachevo
- Vraniak
- Gábare
- Gáliche
- Drashán
- Komarevo
- Popitsa
- Sokolare
- Tláchene
- Tarnava
- Tarnak